# Plosjtsjad 1905 goda (metrostation)
Plosjtsjad 1905 goda (Russisch: Площадь 1905 года) is een station van de Metro van Jekaterinenburg, dat zich bevindt tussen de stations Dinamo en Geologitsjeskaja. Het station is vernoemd naar het plein waaraan het ligt, in het centrum van de stad. Het station komt uit op de 8 maart-straat en de theatersteeg. Het is een van de drukste metrostations van de Oeralskaja-lijn, de enige metrolijn van de stad.
Het station is net als de overige metrostations in de stad een diepgelegen zuilenstation en telt twee roltrappen, die worden ingezet tijdens de spitsuren.
Voor de toekomst zijn er plannen om van het station een overstapplaats te maken naar de geplande tweede metrolijn (blauwe lijn), waarvoor het ontwerptraject in 2008 werd ingezet. De aanleg van deze lijn is bij gebrek aan federale en regionale financiële steun in 2015 echter voor onbepaalde tijd uitgesteld.